# Большое Пуглозеро
Большое Пуглозеро — озеро на территории Ругозерского сельского поселения Муезерского района Республики Карелии.

## Общие сведения
Площадь озера — 2,8 км², площадь водосборного бассейна — 201 км². Располагается на высоте 131,9 метров над уровнем моря.
Форма озера лопастная, продолговатая: оно вытянуто с северо-запада на юго-восток. Берега каменисто-песчаные, местами заболоченные.
Через озеро протекает река Унга, впадающая в реку Онду, втекающую, в свою очередь, в Нижний Выг.
Ближе к северо-западной оконечности озера расположен один относительно крупный (по масштабам водоёма) остров без названия.
К западу от озера проходит лесовозная дорога.
Код объекта в государственном водном реестре — 02020001311102000008098.